# Metallurg Serov
Metallurg Serov je ruský hokejový tým se sídlem v Serově v Rusku. Tým hraje ve druhé ruské lize (Všeruská hokejová liga). Klub má v barvách červenou, černou, žlutou a bílou. Domácí zápasy odehrává Metallurg ve Sportovním paláci v Serově. Klub byl založen roku 1958.

## Významní hráči
| - Maxim Chuďakov (2006) - Maxim Jakuceňa (1998–2001) - Denis Leonov (2001–2002) - Ivan Lisutin (2006–2007) | - Jevgenij Medveděv (2003–2004) - Nikita Ščitov (2003–2005) - Pavel Vorošnin (2004–2005) |